# Eu Hei de Dar ao Menino (Évora)
"Eu hei de dar ao Menino" (com o estribilho "Não façam bulha ao Deus Menino") é uma cantiga de Natal tradicional portuguesa originária da cidade de Évora.

## História

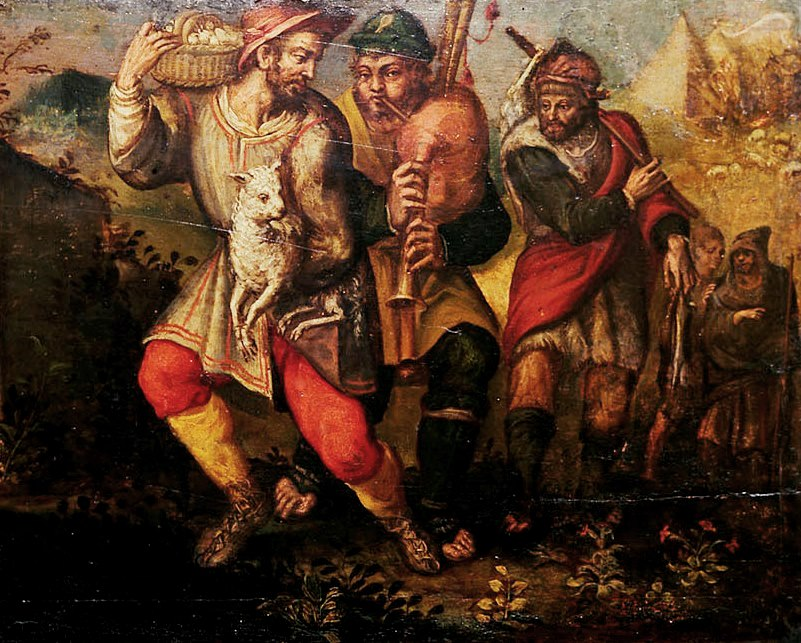
Vasco Pereira: Pastores com Presentes (detalhe, 1575)

O texto desta cantiga eborense, comum a muitas outras cantigas de Natal alentejanas, é datável do século XVIII. Contudo, a melodia só foi coligida entre 1930 e 1931 por uma pianista da terra chamada Gertrudes Cartaxo.
A recolha de Gertrudes Cartaxo foi a base para duas publicações posteriores: pelo compositor português Fernando Lopes-Graça em 1954 n'A Canção Popular Portuguesa e pelo etnomusicólogo nascido na Córsega Michel Giacometti em 1981 no Cancioneiro Popular Português.
Das várias versões e harmonizações que este tema tem recebido, destacam-se o arranjo de Fernando Lopes-Graça, com o nome "Eu hei de dar ao Menino", que é o quarto andamento da sua obra Primeira Cantata do Natal (elaborada entre os anos de 1945 e 1950) e o de Jorge Croner de Vasconcelos, com o mesmo nome, sétimo andamento dos Oito Cantos do Natal (1975).

## Texto
O tema da canção é a adoração dos pastores, evento bíblico no qual os pastores de Belém, após serem informados por anjos do nascimento do Messias o vão adorar ao local do seu nascimento. Neste poema os zagais referem os presentes que pretendem dar ao Menino recém-nascido: "uma fita prò chapéu" e uma "camisinha de bretanha", um pouco desadequados para um bebé de tenra idade, tal como avisa o estribilho: "Em vez de O brindar com algum mimo, / Deem-Lhe leite que é pequenino".
Na verdade, como apontam alguns autores, os presentes referidos parecem referir uma imagem barroca do Menino Jesus. Estas, populares em Portugal entre os  séculos XVII e XVIII, representam Jesus como um bebé desnudo em posição ereta. Frequentemente essas figuras de grande devoção popular, recebiam enxoval. A coleção de esculturas do Menino Jesus e respetivas vestes do Museu de Évora comprova que essa tradição também acontecia neste distrito alentejano.

Eu hei de dar ao Menino

Uma fita prò chapéu.

Também Ele nos há de dar

Um lugar(z)inho no Céu.

Não façam bulha

Ao Deus Menino!

Não O acordeis

Que está dormindo…

Em vez de O brindar

Com algum mimo,

Deem-Lhe leite

Que é pequenino.

Eu hei de dar ao Menino

Ao Menino hei de dar.

Camisinha de bretanha,

Nesta noite de Natal.

Não façam bulha

Ao Deus Menino!

Não O acordeis

Que está dormindo…

Em vez de O brindar

Com algum mimo,

Deem-Lhe leite

Que é pequenino.

## Discografia
- 1956 — Cantos Tradicionais Portugueses da Natividade. Coro de Câmara da Academia de Amadores de Música. Radertz. Faixa 4.
- 1978 — Primeira Cantata do Natal. Grupo de Música Vocal Contemporânea. A Voz do Dono / Valentim de Carvalho. Faixa 4.
- 1994 — Lopes Graça. Grupo de Música Vocal Contemporânea. EMI / Valentim de Carvalho. Faixa 4.
- 2000 — 1ª Cantata do Natal Sobre Cantos Tradicionais Portugueses de Natividade. Coral Públia Hortênsia. Edição de autor. Faixa 4.
- 2011 — Canções de Natal Portuguesas. Coro Gulbenkian. Trem Azul. Faixa 10.[7]
- 2012 — Fernando Lopes-Graça  - Obra Coral a capella - Volume II. Lisboa Cantat. Numérica. Faixa 8.
- 2013 — Fernando Lopes-Graça  - Primeira Cantata de Natal. Coro da Academia de Música de Viana do Castelo. Numérica. Faixa 4.[4]
- 2017 — Primeira Cantata de Natal: Fernando Lopes-Graça. Coral de Letras da Universidade do Porto. Tradisom. Faixa 4.